# Langjökull

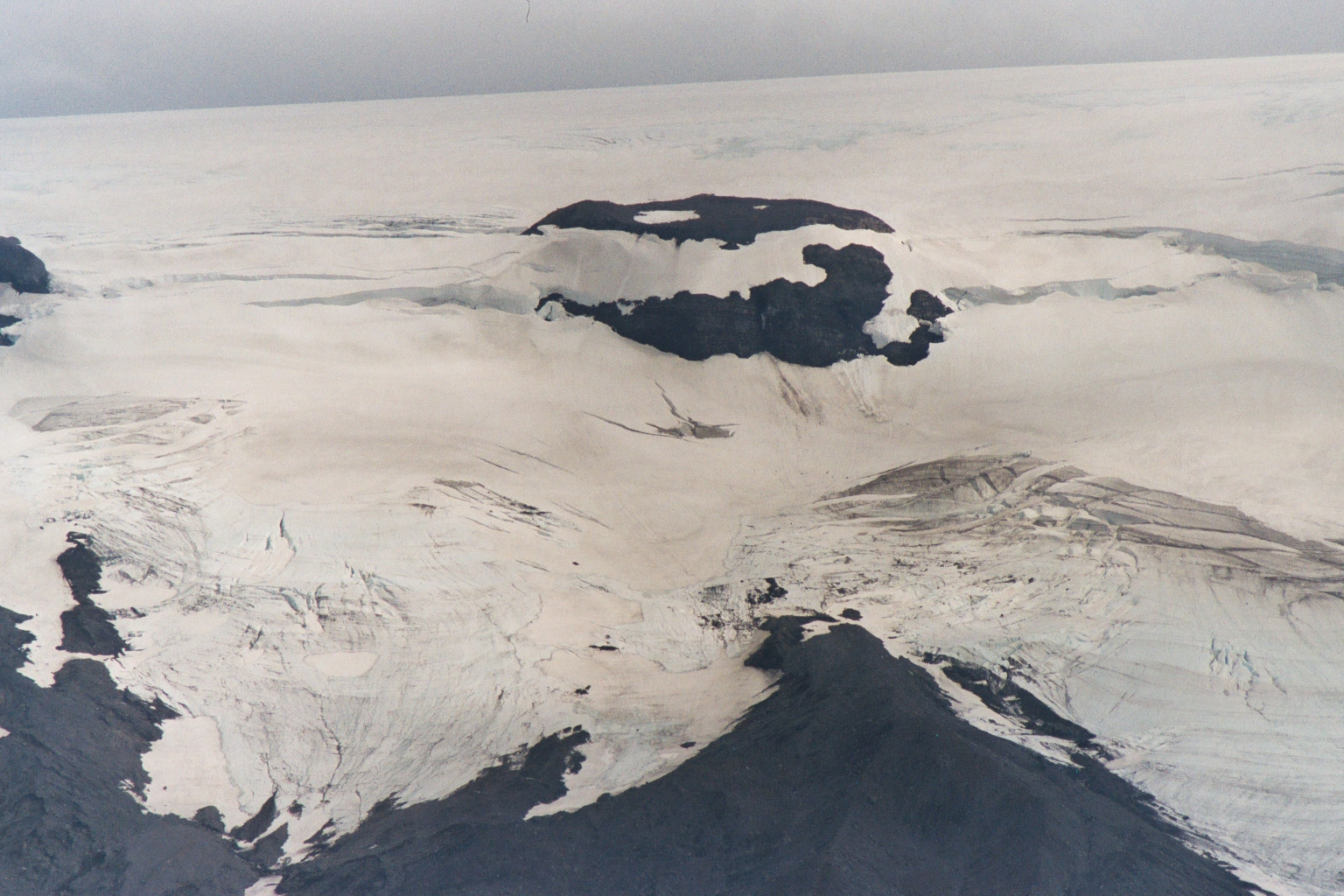
Þórisjökull en el fons i part de Langjökull.

Langjökull és, després del Vatnajökull, la segona glacera més gran d'Islàndia (1.021 km² en el passat, ara 925). Es troba a l'oest de l'interior islandès o Terres Altes d'Islàndia i pot veure's clarament des de Haukadalur. El seu pic més alt assoleix els 1.360 msnm. Es troba a les regions de Vesturland i de Suðurland, a l'oest de l'illa.

## Descripció
Es troba en l'oest del país i la seva superfície arriba als 925 km² (2006), mentre que va arribar als 950 el1989. El seu volum és de 195 km3, i el gel arriba a tenir 580 m d'espessor i la glacera jeu sobre altures entre 1450 m i 400 msnm.
La glacera va aconseguir la seva major dimensió el 1840.
La glacera segueix més o menys la direcció de la zona volcànica activa a Islàndia, (vegeu vulcanisme a Islàndia) el que significa segueix una direcció nord-est a sud-oest, i té un punt estret entre el llac Hvítárvatn a la carretera de la terra alta de Kjölur a l'est i la vall glacial Þrístapajökull a l'oest en direcció d'una altra petita glacera, l'Eiríksjökull, que no està connectat amb el Langjökull.
Algunes muntanyes i serralades formen part de la glacera com per exemple Jarlhettur (traduït el "Barret del comte") al costat oriental de Langjökull, una serralada palagonítica que té el seu origen en una erupció de fissura sota una glacera durant l'Edat de Gel.
La muntanya Skríðufell (1.235 m) es troba entre les glaceres de sortida Norðurjökull i Suðurjökull i dominant el llac Hvítárvatn. Altres muntanyes importants al costat oriental de Langjökull són Fjallkirkja (1.177 m), Þursaborg (1.290 m) i Péturshorn (1.370 m).
Una mica a l'est de Fjallkirkja hi ha la cabanya de la Societat de Recerca de Glaceres islandesa (Jöklarannsóknarfélag), una societat que inclou a científics així com aficionats interessats.

### La glacera
- Gwenn I. Flowers, Helgi Björnsson, Áslaug Geirsdóttir, Gifford H. Miller and Garry K.C. Clark:Glacier fluctuation and inferred climatology of Langjokull through the little Ice Age. in: Quaterny Science Reviews, Vol. 26, 2007
- [Enllaç no actiu]
- Jöklarrannsóknarfélag - Glacier Research Society, icel.

### Vulcanisme sota la seva superfície
- Programa de vulcanisme global a Langjökull Arxivat 2020-10-22 a Wayback Machine.
- Erdbebenüberwachung am Langjökull
- Sveinn Jakobson o.a., Volcanic systems and segmentation of the plate boundaries in S-W-Iceland

### Esports
- Esquiant en la glacera